# Li Ruijun
Li Ruijun (李睿珺, Lǐ Ruìjùn, nascut el 1983) és un director de cinema i guionista xinès.

## Vida personal
Nascut a la província de Gansu el 1983, Li Ruijun va estudiar música i pintura als catorze anys. El 2003 es va graduar al Ministeri Nacional de Ràdio, Cinema i Televisió de la Xina. Del 2003 al 2006, va treballar com a director de televisions i proveïdors de programes de televisió.
Va començar a treballar en el seu primer llargmetratge Xia zhi (The Summer Solstice) el 2006, escrivint el guió i dirigint-lo, i va acabar la postproducció el 2007.

## Filmografia
- Xia zhi 夏至 (2007) - director, guionista, actor,  editor, director de producció
- Lao lu tòu (The Old Donkey) 老驢頭 (2010) - director, guionista, compositor, editor
- Gaosu tamen, wo cheng baihe qu le (Fly with the Crane) 告訴他們,我乘白鶴去了 (2012) - director, guionista
- Present 禮物 (curtmetratge, 2014) - director, guionista
- You yi tian (segment: "Present") 有一天 (segment: "禮物") (2014) - director, screenwriter
- Jia zai shui cao feng mao di di fang (River Road) (家在水草豐茂的地方) (2015) - director, guionista, editor
- Lu guo wei lai (Walking Past the Future) (2017) - director, guionista
- Yin ru chen yan (Return to Dust) (2022) - director, guionista i editor.[3]

## Premis
- 2013 46è Festival de Brasília: Millor director (Gaosu tamen, wo cheng baihe qu le)[1]
- 2014 5è China Film Directors' Guild: Millor director jove (Gaosu tamen, wo cheng baihe qu le)[4]
- 2022 10è Asian Film Festival Barcelona: Millor pel·lícula de la secció oficial per Yin ru chen yan[5]